# Гребенніков Володимир Миколайович
Гребенніков Володимир Миколайович — кандидат історичних наук, доцент кафедри політології та соціальних технологій факультету лінгвістики та соціальних комунікацій Національного авіаційного університету

## Біографія
Народився 12 серпня 1946 року у м. Києві.
1974 року закінчив історичний факультет Київського державного університету імені Тараса Шевченка за спеціальністю «Історія».
З 1972 року працює в Київському інституті інженерів цивільної авіації (з 2000 року — НАУ):
- старший лаборант кафедри історії КПРС
- 1972—1976 роки — завідувач кабінетом
- 1976—1983 роки — асистент
- 1983—1986 роки — доцент
- з 1990 роки — завідувач кафедрою історії КПРС
- 2000—2009 роки — доцент кафедри історії та політології
- з 2009 року — професор кафедри політології та соціальних технологій.

## Наукові досягнення
У 1982 році захистив дисертацію за темою «Викриття політики царату з робітничого питання у пресі революційних соціал-демократів (1896—1904)» на здобуття наукового ступеня кандидата історичних наук за спеціальністю «Історія КПРС».
Наукові дослідження пов'язані з історією політики російського самодержавства з робітничого питання, діяльності політичних партій початку XX століття, історією України, зокрема, періоду Української національно-демократичної революції 1917—1920 років, історією цивільної авіації України, НАУ та профспілки університету.

## Нагороди та почесні звання
- 1982 — медаль «У пам'ять 1500-річчя Києва»;
- 2006 — «Почесною грамотою» Міжнародної організації профспілок авіапрацівників СНД, нагрудним знаком НАУ «За сумлінну працю».

## Наукова робота
Автор понад 100 наукових праць, зокрема:
- Гребенніков В. М. Викриття політики «поліцейського соціалізму» в пресі революційних соціал-демократів Росії // Український історичний журнал. — 1981. — № 12. — С. 78-89.
- Історія України: Посібник / Авт. кол.: Г. Д. Темко, В. М. Гребенніков та ін.; За ред. Г. Д. Темка, Л. С. Тупчієнка. — К.: Видавничий центр «Академія», 2002. — 480 с.
- Національний авіаційний університет (1933—2003). Нариси історії/ Авт.кол.: В. П. Бабак, М. С. Кулик, В. О. Касьянов, В. М. Гребенніков та ін.; За ред. В. П. Бабака. — К.: НАУ, 2003. — 240 с.
- Grebennikov V. Beginning of Civil aviation era in Ukraine //The World Congress «Aviation in the XXI-st Century». September 14-16, 2003, Kyiv, Ukraine. — Kyiv. 2003. — P. 1.1—1.4.
- Гребенніков В. М. Ліворадикальні партії в Україні та їх боротьба проти політики російського самодержавства з робітничого питання (1900—лютий 1917). Монографія. — К.: НАУ, 2006. — 300 с.